# Riksförbundet för rörelsehindrade barn och ungdomar
Riksförbundet för Rörelsehindrade Barn och Ungdomar (RBU) är en funktionshinderorganisation i Sverige.
Förbundet grundades den 13 mars 1955 och har omkring 10 000 medlemmar i distrikts- och lokalföreningar. RBU arbetar för ett rättvist samhälle och ett utvecklande liv för barn och unga i Sverige med rörelsehinder. Flera olika diagnoser och underdiagnoser finns representerade inom RBU, däribland Cerebral pares (CP), ryggmärgsbråck, olika muskelsjukdomar och flerfunktionsnedsättningar. Flera RBU-föreningar har diagnosgrupper.

## Organisation
Den nuvarande styrelsen valdes på kongressen i maj 2023, för en treårig mandatperiod. Förbundsordförande heter Johan Klinthammar.
Medlemstidningen Rörelse kommer ut 6 gånger om året.